# Himalajaerddrossel
Die Himalajaerddrossel (Zoothera dauma) ist eine Vogelart in der Gattung der Erddrosseln. 

## Kennzeichen
Diese Drossel erreicht mit 26 bis 28 Zentimetern Länge etwa die Größe der Misteldrossel. Sie ist durch reich goldbraunes Gefieder mit schwarzen halbmondförmigen Federspitzen an Kopf, Brust und Rücken gekennzeichnet. Der Schwanz ist braun, am Ende weißlich. In ihrem tief wellenförmigen Flug fallen die schwarzweißen Bänder der Unterflügel auf, wodurch sie sich zusätzlich von jungen, fleckigen Misteldrosseln unterscheidet. 

## Vorkommen
Sie kommt als Brutvogel vom Ural über Sibirien bis Japan und im Süden bis Indien, Indonesien, Neuguinea sowie Ost- und Südaustralien vor. Umherstreifende Exemplare wurden in ganz Europa gefunden.

## Lebensweise
Die Himalajaerddrossel lebt versteckt in geschlossenen Wäldern mit reichem Unterwuchs. Sie sucht am Boden im Laub nach Würmern, Schnecken und Insekten. Um Nahrungstiere aufzuscheuchen, spreizt sie Flügel und Schwanz oder wippt mit dem ganzen Körper. Während des Zuges können die Vögel in kleinen Trupps auftreten.

## Stimme
Der Gesang unterliegt starken geographischen Variationen. Unter anderem führten Analysen von Sonagrammen zur Abtrennung zweier australischer Unterarten als eigenständige Arten Papuaerddrossel (Zoothera heinei) und Tasmanerddrossel (Zoothera lunulata). 
Die nordasiatischen Erddrosseln äußern ein melancholisches, langgezogenes, hohes Pfeifen, das stundenlang wiederholt werden kann. Charakteristisch ist ein flötender Doppelruf „jü-jvü“, wobei der zweite Teil tiefer ist als der erste. Der Gesang der südasiatischen Erddrosseln ist dagegen mehr drosselartig.

## Unterarten
Es sind drei Unterarten bekannt:
- Zoothera dauma dauma (Latham, 1790)[2] kommt in westlichen Himalaya bis in südliche zentrale China, dem Norden Indochinas und dem Norden Thailands vor.
- Zoothera dauma horsfieldi (Bonaparte, 1857)[3] ist auf Sumatra, Java, Bali, Lombok und Sumbawa verbreitet.
- Zoothera dauma iriomotensis Nishiumi & Morioka, 2009[4] kommt auf Iriomote vor.